# Nagroda Genie
Nagroda Genie (ang. Genie Award, fr. Prix Génie) – nagrody przyznawane przez Kanadyjską Akademię Filmową i Telewizyjną. Nagrodę przyznawano od 1949 do 1979 roku pod nazwą „Kanadyjska Nagroda Filmowa”. Nagrodę reaktywowano w 1980 roku pod nazwą „Nagroda Genie”. Statuetki przyznawane są w 18 kategoriach.